# Acosmium panamense
Acosmium panamense är en ärtväxtart som först beskrevs av George Bentham, och fick sitt nu gällande namn av Gennady Pavlovich Yakovlev. Acosmium panamense ingår i släktet Acosmium och familjen ärtväxter. Inga underarter finns listade i Catalogue of Life.